# Orašac (Leskovac)
Orašac je naselje u gradu Leskovcu, Jablanički upravni okrug, Srbija. Prema popisu iz 2022. godine u Orašcu je živjelo 456 stanovnika.